# 出水田真紀
出水田真紀（Izumida Maki，1996年1月22日—）是日本田徑運動員，專攻長跑項目。她代表日本參加2014年亞洲青年田徑錦標賽女子5000公尺比賽，獲得金牌。

## 人物
出生於神奈川縣橫濱市綠區。小學入學時遷居至橫濱市磯子區生活。
父親出水田洋、母親田村有紀（舊姓）皆為驛傳選手。她從12歲開始接觸田徑運動，現效力於第一生命集團女子陸上競技部。

## 賽事記錄
| 年        | 賽事               | 舉辦城市       | 名次      | 項目               | 記錄      |
| 代表 日本 | 代表 日本          | 代表 日本      | 代表 日本 | 代表 日本          | 代表 日本 |
| --------- | ------------------ | -------------- | --------- | ------------------ | --------- |
| 2013      | 世界越野錦標賽     | 波蘭比得哥什   | 第29名    | 青年女子組 (6公里) | 19:54     |
| 2013      | 世界越野錦標賽     | 波蘭比得哥什   | 第4名     | 團體青年女子組     | 90分      |
| 2013      | 世界青少年錦標賽   | 烏克蘭頓涅茨克 | 第8名     | 1500公尺           | 4:22.46   |
| 2014      | 亞洲越野錦標賽     | 日本福岡市     | 亞軍      | 青年女子組 (6公里) | 20:30     |
| 2014      | 亞洲青年錦標賽     | 臺灣臺北市     | 冠軍      | 5000公尺           | 16:18.35  |
| 2014      | 世界青年錦標賽     | 美國尤金       | 第6名     | 5000公尺           | 15:55.26  |
| 2015      | 世界越野錦標賽     | 中國貴陽市     | 第56名    | 成年女子組 (8公里) | 29:50     |
| 2015      | 世界越野錦標賽     | 中國貴陽市     | 第9名     | 團體成年女子組     | 159分     |
| 2015      | 世界大學運動會     | 韓國光州廣域市 | 第4名     | 半程馬拉松         | 1:16:09   |
| 2015      | 世界大學運動會     | 韓國光州廣域市 | 冠軍      | 團體半程馬拉松     | 3:47:08   |
| 2016      | 世界大學越野錦標賽 | 義大利卡西諾   | 季軍      | 6.2公里            | 22:01     |
| 2016      | 世界大學越野錦標賽 | 義大利卡西諾   | 冠軍      | 團體6.2公里        | 13分      |
| 2017      | 世界大學運動會     | 臺灣臺北市     | 第5名     | 半程馬拉松         | 1:16:24   |
| 2017      | 世界大學運動會     | 臺灣臺北市     | 冠軍      | 團體半程馬拉松     | 3:43:35   |

## 外部連結
- 出水田真紀在的頁面
- 出水田真紀的X（前Twitter）